# Enerhodar
Enerhodar (in ucraino Енергодар?; in russo Енергодар?, Energodar) è una città ucraina (52 237 abitanti), nel distretto di Vasylivka, nell'oblast' di Zaporižžja. Ospita l'amministrazione della comunità territoriale di Enerhdar, una delle comunità territoriali dell'Ucraina..
Fino al 18 luglio 2020 Enerhodar costituiva una città di rilevanza regionale e non apparteneva ad alcun distretto. Come parte della riforma amministrativa dell'Ucraina, che ridusse a cinque il numero di distretti dell'oblast' di Zaporižžja, la città fu integrata nel distretto di Vasylivka.
È nota soprattutto per la Centrale nucleare di Zaporižžja, che vanta la più elevata produzione elettrica in Europa ed è tra i più grandi impianti di produzione di energia al mondo. Dal 2022 è sotto il controllo della Federazione Russa.

## Geografia fisica
La città è situata nella porzione sud-orientale dell'oblast' di Zaporižžja sulla riva meridionale del Dnepr presso il bacino idrico artificiale di Kachovka.

## Origini del nome
Il toponimo Enerhodar significa letteralmente: "Fornitore di elettricità", ed è legato alla presenza in città di due importanti centrali per la produzione di energia elettrica (quella nucleare e quella termoelettrica).

## Storia
La prima pietra della città fu posta il 12 giugno 1970 in previsione della costruzione della vicina centrale termoelettrica allo scopo di ospitarne i dipendenti e le relative famiglie. L'attuale none della città fu adottato solo il 23 novembre 1972, circa due anni dopo l'inizio della costruzione dell'insediamento. Nel 1985, dopo aver superato i 50 000 abitanti, l'abitato ha ricevuto ufficialmente lo status di città.

## Infrastrutture e trasporti
Presso Enerhodar inizia l'autostrada R 37 che termina a Vasylivka.
In città vi sono due omonime stazioni ferroviarie lungo la linea Kachovs'ke More-Enerhodar, servite da una coppia di treni suburbani che la collegano a Zaporižžja.